# Chilostoma valkanovi
Chilostoma valkanovi is een slakkensoort uit de familie van de Helicidae. De wetenschappelijke naam van de soort is voor het eerst geldig gepubliceerd in 1960 door Urbanski.